# テウトネス族
テウトネス族（ラテン語: Teutones）は、古代ヨーロッパに存在した部族の名称である。テュートン族（英語: Teutons）とも呼ばれる。古代ギリシアおよび古代ローマの2人の地理学者であるストラボンやウェッレイウス・パテルクルスはテウトネス族がキンブリ族と近い関係にあったとし、民族的にはゲルマニア系またはガリア系であったとしている。
クラウディオス・プトレマイオスの地図によると、テウトネス族はユトランド半島が原住地とあり、ポンポニウス・メラはスカンディナヴィアに居住していたとする。いずれにせよ、現在のデンマーク北部がテウトネス族の領域であったことで一致している。
紀元前113年頃からテウトネス族はキンブリ族と共に大挙して、ダヌビウス川（ドナウ川）の谷を南と西側より渡った。テウトネス族らはやがてローマの領域へと侵入し、ガリアを通過してイタリア本土を攻撃するに至った。テウトネス族は幾つかの戦闘で勝利を収めた（アラウシオの戦いなど）が、紀元前102年にローマの執政官ガイウス・マリウスが率いるローマ軍とのアクアエ・セクスティアエの戦いで大敗を喫し、テウトネス族の王テウトボドはローマへと連行された。
中世以降、テュートン（チュートン）はゲルマニア系の源流の一つと見なされ、チュートン騎士団（ドイツ騎士団）の名などのように、ゲルマン系民族・ドイツ人の別称として使われた。